# Цзючжай-Хуанлун
Аеропорт Цзючжай-Хуанлун (кит. трад. 九寨沟机场, спр. 九寨溝機場, піньїнь Jiǔzhài Huánglóng) — це аеропорт у південно-західній частині країни, у повіті Сунпань, провінція Сичуань, КНР. Розташований на висоті 3448 метрів над рівнем моря, це третій за висотою аеропорт у Китаї після аеропорту Камдо та аеропорту Лхаса. Він має одну злітно-посадкову смугу, а її довжина становить 3200 метрів.

## Історія
- 8 січня 2001 року розпочато будівництво аеропорту.[2]
- 28 вересня 2003 року аеропорт був зданий в експлуатацію і відкритий для руху.
- 8 травня 2006 року аеропорт закритий на добудову. Було продовжена злітно-посадкова смуга на 200 метрів і добудовано термінал аеропорту.
- У 2009 році аеропорт розпочав розширення. Були побудовані вантажні склади, гаражі для спеціальної техніки.
- У 2017 році через наслідки землетрусу в Цзючжайгоу у 2017 році обслуговування рейсів було призупинено.
- Відновлений 18 квітня 2018 року.[2]

## Територія
Територія навколо аеропорту малонаселена: 8 жителів на квадратний кілометр і складається, в основному, з пасовищ. Через ізольоване розташування аеропорту? немає громадського транспорту. Тому користуються великою популярністю маршрутні мікроавтобуси та таксі, вони чекають пасажирів біля термінала, після прибуття літаків, а потім їдуть до національних парків Цзючжайгоу та Хуанлун, ⁣які є об'єктами Світової спадщини ЮНЕСКО.. Аеропорт знаходиться приблизно за 240 км (40 хвилин польоту) від міжнародного аеропорту Ченду-Шуанлю, авіаційного вузла Південно-Західного Китаю.

## Термінал
Аеропорт має двоповерхову будівлю термінала площею 20 000 квадратних метрів. Для зручності пасажирів передбачено чотири стійки реєстрації, два канали охорони, чотири VIP-зали очікування. У 2020 році цей аеропорт обслугував 2,5 млн пасажирів.

## Рейси
На 6 жовтня 2022 року рейси з аеропорту Цзючжай-Хуанлун здійснюються за 6 напрямками.
| Авіакомпанії            | Напрямки                                     |
| Air China               | Пекін, Ченду, Чунцін, Гуанчжоу, Шанхай-Пудун |
| China Eastern Airlines  | Ченду, Чунцін, Шанхай-Пудун                  |
| China Southern Airlines | Ченду, Чунцін, Гуанчжоу, Чжанцзяцзе          |
| Sichuan Airlines        | Ченду, Чунцін, Сіань                         |